# Juan Ogilvie
Juan Ogilvie (Drum-na-Keith, 1580-Glasgow, 10 de marzo de 1615) fue un sacerdote y mártir escocés miembro de la Compañía de Jesús. Es venerado como santo por la Iglesia Católica, y su fiesta litúrgica se celebra el 19 de enero.

## Hagiografía

### Primeros años
John Ogilvie, nació en 1580, en Drum-na-Kelth, en el Condado de Banffshire, Reino de Escocia. Su padre fue católico, converso al calvinismo, y su madre era católica en ejercicio. Su familia pertenecía a la nobleza.
Estudió en Douai y Lovaina, en los Países Bajos Españoles, donde fue alumno del teólogo jesuita Cornelio a Lapide. Luego fue enviado para que continuara con sus estudios al Monasterio de benedictinos de Ratisbona, en el Sacro Imperio, y gracias a una beca que obtuvo, creada por el Papa Gregorio XI se estableció en Olmutz, en el Sacro Imperio.

### Sacerdocio
A los 20 años ingresó al Noviciado de Brno en Austria. Hizo sus tres votos en 1601. Pasó a estudiar filosofía en Graz. Tras lo cual ejerció el magisterio en el Colegio de Viena, donde trabajó en la Congregación Mariana de Jóvenes. Luego estudió teología en Olmutz. En 1610 fue ordenado sacerdote en París. Permaneció luego tres años en Ruan.
En 1613 viajó a Escocia como comerciante de caballos con el falso nombre de Capitán Watson. En 1614 integra una comisión escocesa que busca en vano con el Rey Jacobo I una tregua política y religiosa en Escocia. En agosto de ese año regresó a Glasgow y fue traicionado por Adam Boyd, quien le había pedido ser catequizado. Encarcelado en Edimburgo, luego pasó a Glasgow donde fue procesado y condenado a muerte por haber celebrado misa. 

### Martirio

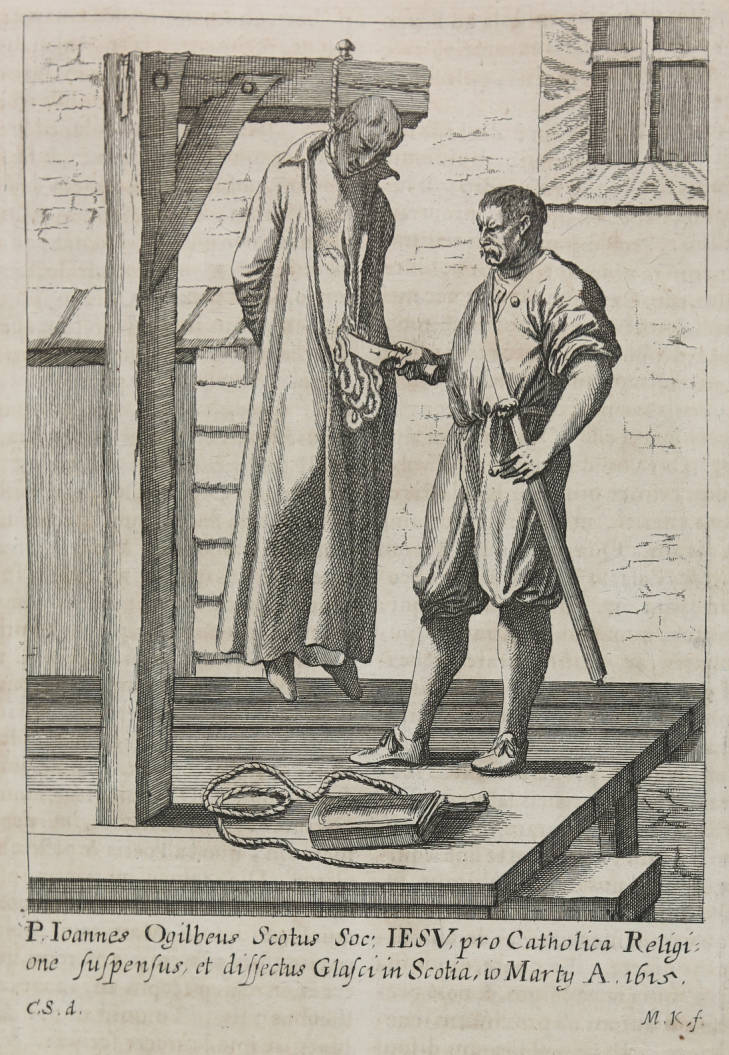
Ahorcamiento y evisceración de John Ogilvie. Grabado de Melchior Küsel por dibujo de Karel Škréta. Mathias Tanner, Societas Jesu usque ad sanguinis et vitae profusionem militans, Praga, 1675.

Juan fue ejecutado en la horca, el 10 de marzo de 1615 en el cruce llamado Glasgow Cross, donde se cruzan las carreteras de Londres y de Edimburgo, frente a la Tron-Gate (hoy calle de Trongate).

## Onomástica y culto público
Fue beatificado en 1929, por el Papa Pío XI, y luego canonizado el 17 de octubre de 1976, en Roma, por el Papa Pablo VI. Se le considera como patrón de la unidad cristiana.
La Compañía de Jesús lo celebra el 19 de enero.